# Edifici d'habitatges del carrer Masricart, 50
L'Edifici d'habitatges del carrer Masricart, 50 és una obra de la Canonja (Tarragonès) protegida com a Bé Cultural d'Interès Local.

## Descripció
Edifici de tres pisos, molt semblant al proper, el número 42, del mateix carrer. Semblen de la mateixa època i, fins i tot, es probable que tinguin el mateix autor. Són molt interessants les baranes de forja.